# Núi Olympus (Síp)
Núi Olympus, hay Chionistra, (tiếng Hy Lạp: Όλυμπος hoặc Χιονίστρα) là nơi cao nhất ở Cộng hòa Síp với độ cao 1.952 mét (6.404 ft), nằm ở dãy núi Troodos trên đảo Síp.
Đỉnh núi Olympus và "Quảng trường Troodos" nằm trong khu dân cư Platres thuộc huyện Limassol. Trên đỉnh này hiện có một radar tầm xa của Anh hiện đang hoạt động. Khu nghỉ mát trượt tuyết Mount Olympus bao gồm Thung lũng Mặt Trời và Khu vực Mặt Bắc. Mỗi khu vực có thang máy riêng hoạt động riêng.

## Khu nghỉ mát trượt tuyết
Có 4 dốc trượt tuyết hoạt động:
- Aphrodite hay Sun Valley I, Chiều dài: 150m, Trình độ: Người mới bắt đầu
- Hermes hay Sun Valley II, Chiều dài: 150m, Cấp độ: Trung cấp
- Dias / Zeus hay North Face I, Chiều dài: 500m, Cấp độ: Cao cấp
- Hera hay Mặt Bắc II, Chiều dài: 350m, Cấp bậc: Người mới bắt đầu

## Sự tích lịch sử
Vào cuối thế kỷ thứ nhất TCN, nhà địa lý Strabo ghi nhận rằng trên một trong những mõi đất tại đây có đền thờ "Aphrodite Đấng tối cao" (Aphrodite of the Heights, tiếng Hy Lạp: ἀκραία), mà phụ nữ bị cấm không được vào .